# Cristian Bățagă
Cristian Ioan Bățagă (n. 10 aprilie 1988, Târgu Mureș, România) este un gimnast român, laureat cu bronz pe echipe la Campionatul european de gimnastică artistică masculină din 2012. A reprezentat România la Jocurile Olimpice de vară din 2012, unde s-a oprit în calificări. La Jocurile Europene din 2015, s-a calificat în finale la sărituri, clasându-se pe locul 5.

## Legături externe
- en  Prezentare[nefuncțională]
 la Federația internațională de gimnastică
- Cristian Bățagă la Comitetul Olimpic și Sportiv Român (arhivat)
- en Cristian Bățagă la Olympedia.org